# El Solito
El Solito es uno de los sectores que conforman la ciudad de Cabimas en el estado Zulia, Venezuela, pertenece a la parroquia Carmen Herrera.

## Ubicación
El Solito se encuentra entre los sectores Barrio Obrero al norte (carretera H), Miraflores al sur, Tierra Negra al oeste y Guabina al este (calle Carabobo). El Solito recibe su nombre de un antiguo abasto que precedió la urbanización, anteriormente dicho abasto era la única cosa en todo el terreno que hoy ocupa la urbanización aislado de otras edificaciones con mucho terreno de sobra, y la gente decía que estaba ahí solito.

## Zona Residencial
El Solito como Barrio Obrero está constituido por casas hechas por el Instituto Nacional de la Vivienda INAVI, está conformado por una sola calle y numerosas veredas. El Solito no existía en 1968 en fotografías aéreas de Cabimas de ese año.
El Solito tiene una pequeña plaza en su entrada. El Solito como el Golfito es uno de los sectores luchadores de Cabimas.

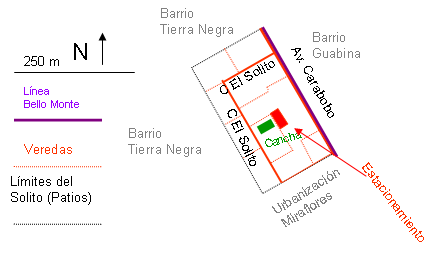
Sector El Solito

## Vialidad y Transporte
El Solito tiene una sola calle llamada también El Solito y numerosas veredas, por su perímetro pasan los carros de Bello Monte (calle Carabobo), H y Cabillas (carretera H), H y Delicias (carretera H). Siguiendo la calle Carabobo, la primera calle donde está el club de la zona Educativa ya es Miraflores, luego viene la plaza Miraflores.

## Sitios de Referencia
- Centro Comercial Paraíso. Carretera H con calle Carabobo
- Lácteos El Solito. Calle Carabobo
- Licoreria El Solito. Carretera H con calle carabobo